# Реди-мейд
Реди-мэйд (англ. ready-made от ready «готовый» и made «сделанный») — течение разных видов авангардного искусства, в котором некоторые объекты или тексты, изначально созданные не с художественными целями, преобразуются автором в собственное произведение посредством помещения в новый, неожиданный контекст. Само название и суть подобных инсталляций «свидетельствуют о том, что такие произведения не являются изобразительным искусством».
Применительно к поэзии в почти идентичном значении используется англоязычный термин found poetry («найденная поэзия»).
Термин ready-made впервые использовал французский художник Марсель Дюшан в 1913 году, создавший подобным способом несколько работ: «Велосипедное колесо» (1913), «Сушилка для бутылок» (1914) и скандальный «Фонтан» (1917).
Авторство художника или писателя, использующего приёмы реди-мейд, состоит в перемещении предметов из нехудожественного пространства в художественное, благодаря чему предмет открывается с неожиданной стороны, в нём проступают не замечавшиеся вне художественного контекста свойства.
В качестве развития этой техники можно рассматривать фотомонтаж, являющийся в некотором смысле «медиальным реди-мейдом».

## Представители
- Марсель Дюшан
- Сальвадор Дали
- Альберто Джакометти
- Хуан Миро
- Роберт Раушенберг
- Зигмар Польке